# گابریل گارکو
گابریل گارکو (انگلیسی: Gabriel Garko؛ زادهٔ ۱۲ ژوئیهٔ ۱۹۷۲) بازیگر و مدل اهل ایتالیا است.
از فیلم‌ها یا برنامه‌های تلویزیونی که وی در آن نقش داشته‌است می‌توان به گناه و شرم، کالاس جاودان، زیبایی زنان، فقیر ولی ثروتمند و سنسو ۴۵ اشاره کرد.